# Euhybus cuspidatus
Euhybus cuspidatus är en tvåvingeart som beskrevs av Axel Leonard Melander 1927. Euhybus cuspidatus ingår i släktet Euhybus och familjen puckeldansflugor. Inga underarter finns listade i Catalogue of Life.